# ليونارد نينهويس
ليونارد نينهويس (بالهولندية: Leonard Nienhuis)‏ (16 مارس 1990 بخرونينغن في هولندا - ) هو لاعب كرة قدم هولندي في مركز حراسة المرمى. لعب مع سبارتا روتردام ونادي غرونينغن ونادي كامبور ونادي فيندام.

## وصلات خارجية
- ليونارد نينهويس على موقع قاعدة بيانات كرة القدم.إي يو (الإنجليزية)
- ليونارد نينهويس على موقع Soccerway.com (الإنجليزية)